# Мэнгам, Джефф
Джефф Мэнгам (род. 24 октября 1970, Растон, Луизиана) — американский музыкант, получивший известность как основатель, автор песен, вокалист и гитарист инди-группы Neutral Milk Hotel, а также как соучредитель проекта Elephant 6. Мэнгам известен витиеватым поэтическим стилем, ярким примером которого является высоко оценённый критиками альбом In the Aeroplane Over the Sea, а также имиджем затворника, связанным с его длительными творческими паузами и минимальным контактированием с прессой. В статье, опубликованной в Slate, Мэнгама назвали «Сэлинджером от инди-рока».

## Биография

### Ранняя жизнь
Мэнгам родился в Растоне, штат Луизиана, где позднее познакомился с другими сооснователями Elephant 6, Робертом Шнайдером, Уиллом Калленом Хартом и Биллом Доссом. Все они разделяли страсть к низкокачественному звуку в духе Minutemen, Джона Кейджа и психоделических исполнителей 1960-х. Одними из первых проектов Мэнгама были группы Maggot (панк-группа с Уиллом Хартом), Cranberry Lifecycle (экспериментальный поп-проект, также с Хартом) и Synthetic Flying Machine (в котором участвовал Билл Досс). В начале 1990-х Мэнгам, Харт и Досс переехали из Растона в Атенс, штат Джорджия, где Synthetic Flying Machine трансформировалась в проект The Olivia Tremor Control, возглавляемый Хартом и Доссом. Вклад Мэнгама заключался в записи вокала и ударных, а также добавлении звуковых эффектов в бо́льшую часть материала Olivia, включая их дебютный EP California Demise, выпущенный в 1994 году на лейбле Elephant 6 Recording Co.

### Neutral Milk Hotel
Вскоре Мэнгам уехал путешествовать по Соединённым Штатам. В дороге он сочинял песни на четырёхдорожечный магнитофон, которые легли в основу проекта Neutral Milk Hotel. Самые ранние релизы Neutral Milk Hotel включали аудиокассету Hype City (выпущенную под эгидой Elephant 6) и 7-дюймовый винил Everything Is, изданный на лейбле Cher Doll Records. Мэнгам записал дебютный альбом группы On Avery Island вместе с Робертом Шнайдером в студии Pet Sounds Studio между 1994 и 1995 годами. Лонгплей был выпущен в 1996 году на лейблах Merge Records (Северная Америка) и Fire Records (Великобритания). После релиза Мэнгам расширил состав Neutral Milk Hotel, включив в него своих друзей Скотта Спиллейна, Джулиана Костера и Джереми Барнса. Спустя год группа приступила к работе над вторым диском, In the Aeroplane Over the Sea, который впоследствии был признан одним из самых популярных инди-рок-альбомов всех времён.

### Дальнейшие события
Мэнгам распустил Neutral Milk Hotel после масштабного турне по Северной Америке и Европе, кульминацией которого стал его сольный сет в канун Нового года в атенском клубе 40 Watt. Ссылаясь на плохое состояние здоровья из-за нервного истощения, Мэнгам редко появлялся на публике до февраля 2001 года, когда отыграл разовое шоу в Новой Зеландии по просьбе Криса Нокса. Тем же летом Мэнгам выпустил сборник полевых записей болгарской народной музыки на лейбле Orange Twin под названием Orange Twin Field Works: Volume I. За этим последовала сольная концертная пластинка Live at Jittery Joe’s, записанная вместе с Лэнсом Бэнгсом (выступившим звукорежиссёром) ещё в 1997 году. Осенью музыкант присоединился к группам Circulatory System и The Instruments во время их турне по восточному побережью США в качестве вокалиста и ударника. Позже Мэнгам участвовал в проекте Major Organ and the Adding Machine, итогом которого стал одноимённый короткометражный фильм. Мэнгам написал саундтрек (который представляет собой модифицированную версию одноимённого альбома), а также сыграл в фильме несколько второстепенных ролей.
В феврале 2002 года Мэнгам дал интервью Pitchfork, в котором рассказал о своей эмоциональной реакции на успех пластинки In The Aeroplane Over the Sea, появившемуся у него интересу к буддизму и восточной философии, путешествиях по Европе, работе над новыми полевыми записями и звуковыми коллажами (под псевдонимом Korena Pang). Он также выразил сомнение в том, что запишет ещё один альбом в рамках проекта Neutral Milk Hotel: «Честно говоря, я считаю, что подобные двери приоткрываются лишь периодически, они не остаются открытыми постоянно. Думаю, теперь мой путь лежит в другом направлении».
Летом и осенью 2002 года Мангам периодически вёл авторские передачи на радиостанции WFMU в Нью-Джерси. Музыкант ставил в эфир отрывки из занятий по музыкальной терапии, произведения конкретной музыки, европейскую народную музыку и композиции Криса Уотсона посвящённые защите окружающей среды. По ходу этих передач он воспроизвёл двухчасовую дроуновую пьесу Тони Конрада, а также альбомы Live at the Village Vanguard Again! Джона Колтрейна и Rock Bottom Роберта Уайатта — целиком. Кроме того, в этот период Мэнгам выпустил длинный звуковой коллаж под названием «To Animate the Body with the Cocoon of the Her Unconscious Christ the Mother Removes Her Death Body of 1910 Only To Be Reborn in the Same Spirit as a School of Blow Fish Believing in the Coming of the Milk Christ». Под вывеской The Long Warm Wall of Alfred Snouts.
На протяжении 2000-х Мэнгам регулярно записывал вокал, ударные и звуковые эффекты для ряда альбомов, связанных с Elephant 6. К ним относятся Curse Of The Seven Jackals (выпущенный совместно с Лорой Картер, Эриком Харрисом, Крисом Джолли и Хизер Макинтош), Major Organ and the Adding Machine (в работе над которым участвовали Джулиан Костер, Кевин Барнс и Уилл Харт). Он также принимал участие в записи двух пластинок группы Circulatory System (одноимённого дебютного диска и Mosaics Within Mosaics), альбома New Magnetic Wonder группы The Apples in Stereo, Mary’s Voice проекта The Music Tapes и A Hawk and a Hacksaw Джереми Барнса.

## Возвращение к концертной деятельности
В августе 2005 года Мэнгам выступил на сцене нью-йоркского зала Bowery Ballroom вместе с группой Olivia Tremor Control, спев песню «I Have Been Floated». После этого он не появлялся на публике до октября 2008 года, когда принял участие в воссоединительном гастрольном туре Elephant 6, Holiday Surprise, исполнив песню Neutral Milk Hotel «Engine» на нескольких концертах в сопровождении Джулиана Костера на музыкальной пиле.
В декабре 2009 года Мэнгам записал кавер-версию песни «Sign the Dotted Line» для трибьют-альбома Криса Нокса Stroke: Songs for Chris Knox. За этим последовало выступление на благотворительном шоу Нокса 6 мая 2010 года в Le Poisson Rouge, где музыкант исполнил несколько акустических песен Neutral Milk Hotel. 4 декабря 2010 года Мэнгам отыграл секретный концерт на чердаке одного из домов в Бушуике, Бруклин.
20 апреля 2011 года Роберт Шнайдер продемонстрировал музыку, написанную Мэнгамом для телетрона, электронного инструмента, управляемого разумом, изобретенного Шнайдером. В августе 2011 года Мэнгам запустил веб-сайт Walking Wall of Words, на котором самостоятельно выпустил виниловый бокс-сет с записями Neutral Milk Hotel и ранее неизданным материалом. Он также курировал серию онлайн-«радиопередач» и продавал написанные им рисунки, пожертвовав часть выручки благотворительным организациям, включая Children of the Blue Sky.
В том же месяце Мэнгам начал тур по Восточному побережью, исполняя по большей части материал Neutral Milk Hotel. 30 сентября он отыграл полноформатный концерт на фестивале All Tomorrow’s Party в Асбери-Парке. После этого 4 октября выступил с несколькими песнями в нью-йоркском парке Зуккотти во время протестной акции «Захвати Уолл-стрит». В марте 2012 года он курировал фестиваль ATP в Майнхеде, пригласив ряд групп, связанных с Elephant 6, включая The Apples In Stereo, The Music Tapes, Olivia Tremor Control и A Hawk and a Hacksaw. В трёхдневном мероприятии также участвовал ряд влиятельных артистов, таких как The Fall, Тёрстон Мур, Роско Митчелл и The Sun Ra Arkestra.
Сольный тур Мэнгама продолжался в течение 2012 и 2013 годов, включая выступления на Coachella, Primavera Sound и фестивале фолк-музыки в Калгари. Зачастую вместе с ним на сцене выступали друзья и бывшие товарищи по группе Neutral Milk Hotel Костер, Спиллейн и Барнс. 11 октября 2013 года Neutral Milk Hotel отыграли свое первое полноценное шоу за пятнадцать лет в бывшей методистской церкви Балтимора. В конце 2013 состоялся воссоединительный тур группы, включающий концерты на Тайване, в Японии, Австралии, Новой Зеландии, а также по всей Северной Америке и Европе. Финальное выступление коллектива состоялось на фестивале Fun Fun Fun Fest в Остине, 9 ноября 2014 года.
В апреле 2015 года Neutral Milk Hotel отправились в свой «последний тур в обозримом будущем», включавший концерты с Dot Wiggin и Circulatory System. Их финальное выступление состоялось в Phoenix Theater, Петалума, 11 июня.

### В качестве Korena Pang
Джефф Мэнгам использовал псевдоним Korena Pang во время работы над звуковыми коллажами, в частности продемонстрированный в 2002 году на радиостанции WFMU. Псевдоним впервые появился в примечаниях к альбому Neutral Milk Hotel On Avery Island (1996) и впоследствии периодически заменялся другим его псевдонимом — Alfred Snouts. Музыкант описал процесс создания звуковых коллажей во время интервью Pitchfork в том же году: 
Я скомпоновал различные звуки в 99-м под псевдонимом Korena Pang, но [коллаж] так и не была выпущен, потому я не до конца был им доволен. […] Эта работа представляла собой набор из двадцати различных домашних записей, однако то, чем я занимаюсь сейчас, похоже на тысячу звуков в минуту. Теперь я могу выйти в мир со своим миниатюрным диктофоном, записать звуки и принести их домой, чтобы сделать коллаж на компьютере. Таким образом, необработанные звуки могут ожить и заиграть новыми красками. Мне нравится идея коллажа, содержащего целую вселенную; где звуки охватывают десятилетия записи со всего мира, из самых разных источников».

## Личная жизнь

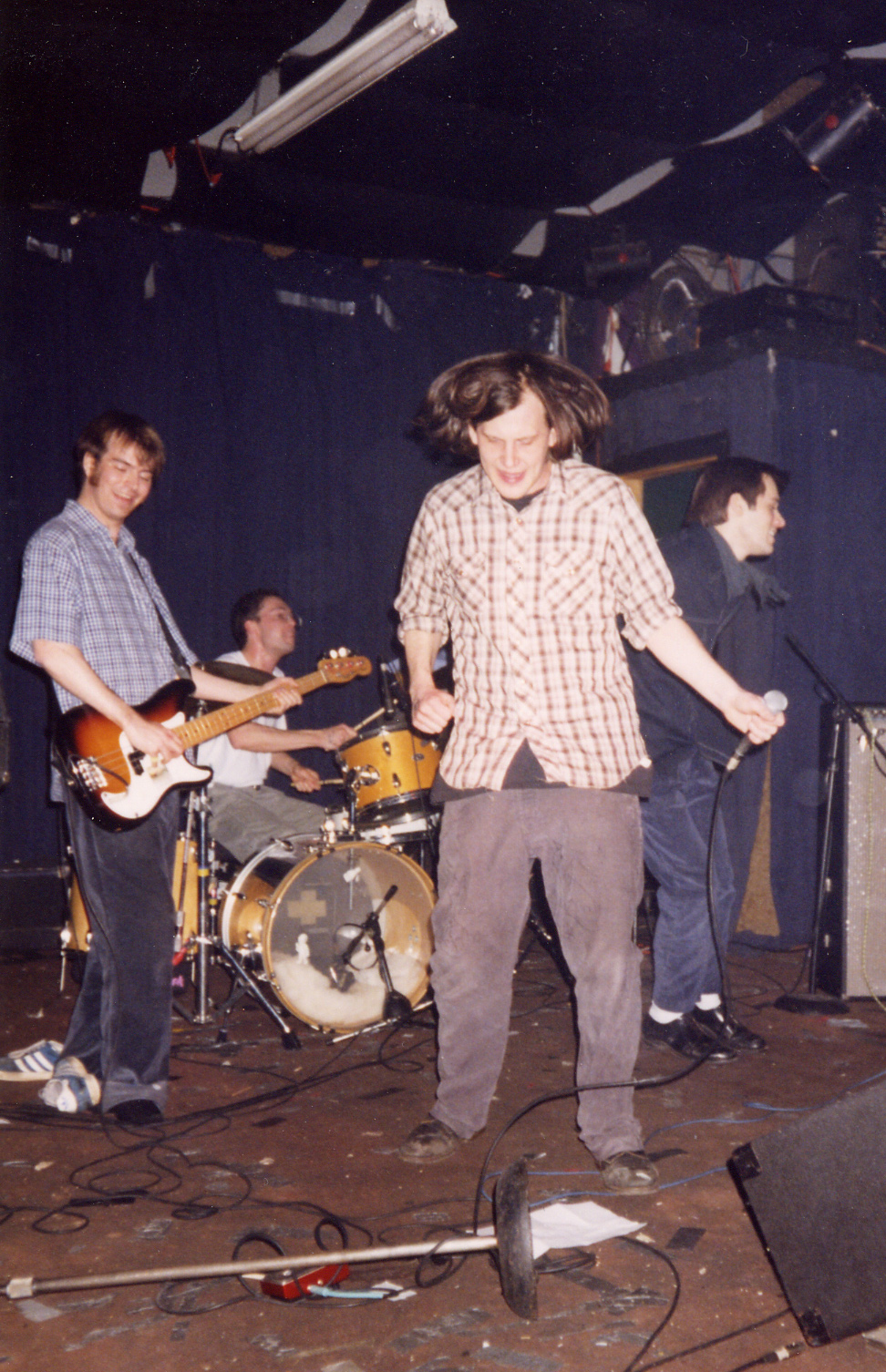
Elf Power с Джеффом Мангамом (Neutral Milk Hotel) и Кевином Барнсом (из Монреаль)

Мэнгам никогда публично не называл своё полное имя. Фотография музыканта, датированная январём 1997 года подписана именем «Джеффри». Тем не менее во время эфиров на WFMU он использовал имя «Джефферсон».
В январе 2008 года появилась информация что Мэнгам женился на документалисте и активистке Астре Тейлор. Тейлор выступала на нескольких шоу супруга в 2013 и 2014 годах, аккомпанируя на гитаре и аккордеоне.
Мэнгам является веганом и 27 октября 2011 года провёл благотворительное шоу в приюте для животных на ферме Вудсток, собрав более 16 500 долларов.
В сентябре 2019 года Мэнгам и Тейлор приняли участие в «глобальной» климатической забастовке, организованной в Нью-Йорке.
В марте 2020 года, накануне президентских выборов в США, Мэнгам поддержал кандидатуру сенатора Берни Сандерса в послании «своим друзьям» (поклонникам группы), которое впоследствии было опубликовано и подписано именем Тейлор.

## Дискография

### Сольные
- Orange Twin Field Works: Volume I (Orange Twin Records; CD; 2001)
- Live at Jittery Joe’s (Orange Twin; CD; 2001)
- Stroke: Songs for Chris Knox сборник, записал песню: «Sign the Dotted Line» (Merge Records; CD; 2009)

### Под псевдонимом Korena Pang
- AUX, Vol. 1 сборник, записал песню: «Excerpt from Dogbirthed Brother in Eggsack Delicious» (Ideas for Creative Exploration; CD; 2005)

### Вместе с группой Neutral Milk Hotel
- Hype City Soundtrack (1991)
- Everything Is (1994)
- On Avery Island (1996)
- In the Aeroplane Over the Sea (1998)
- Ferris Wheel on Fire (2011)